# Osmia pulsatillae
Osmia pulsatillae là một loài Hymenoptera trong họ Megachilidae. Loài này được Cockerell mô tả khoa học năm 1907.